# João Gonçalves Zarco

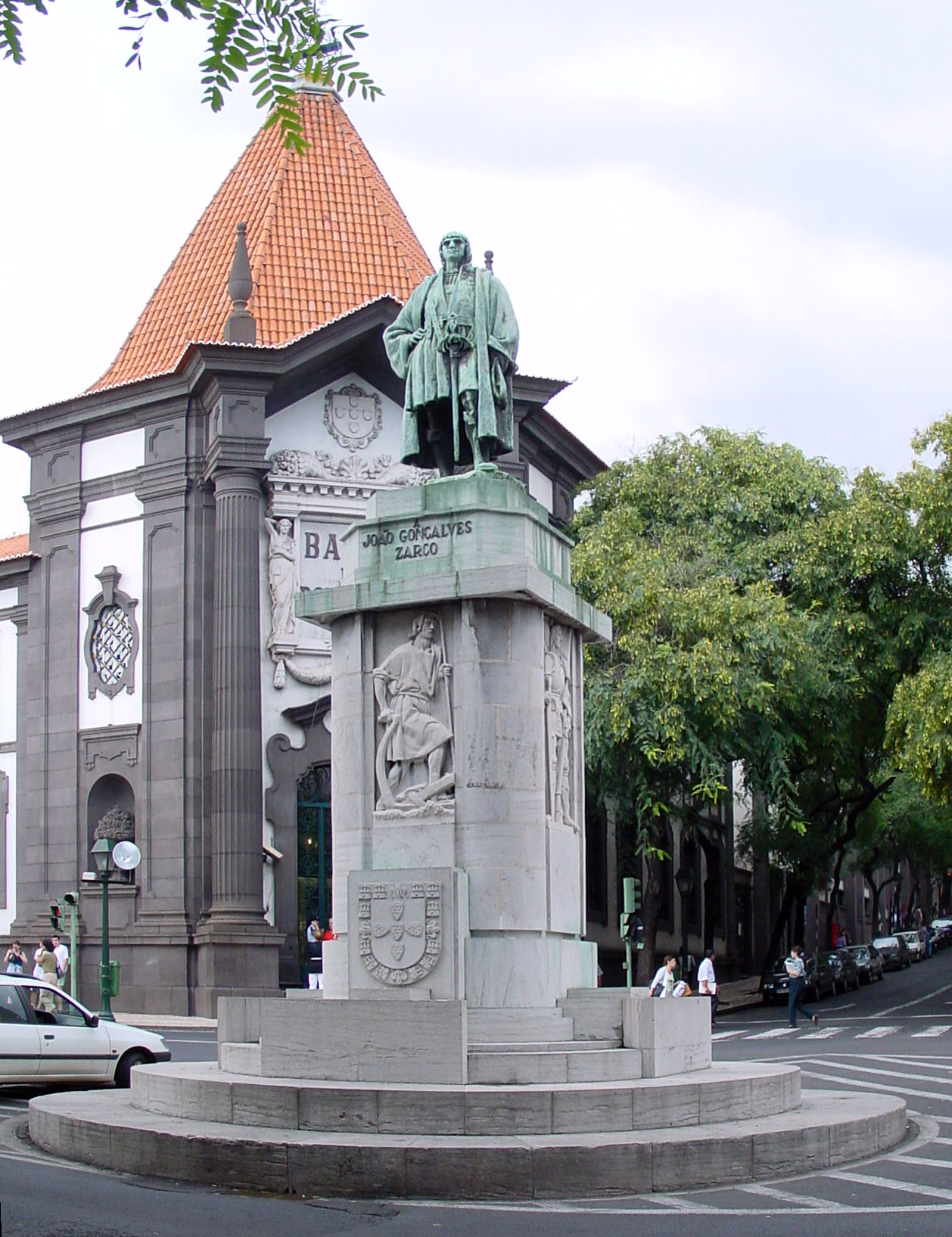
Emlékműve Funchal belvárosában

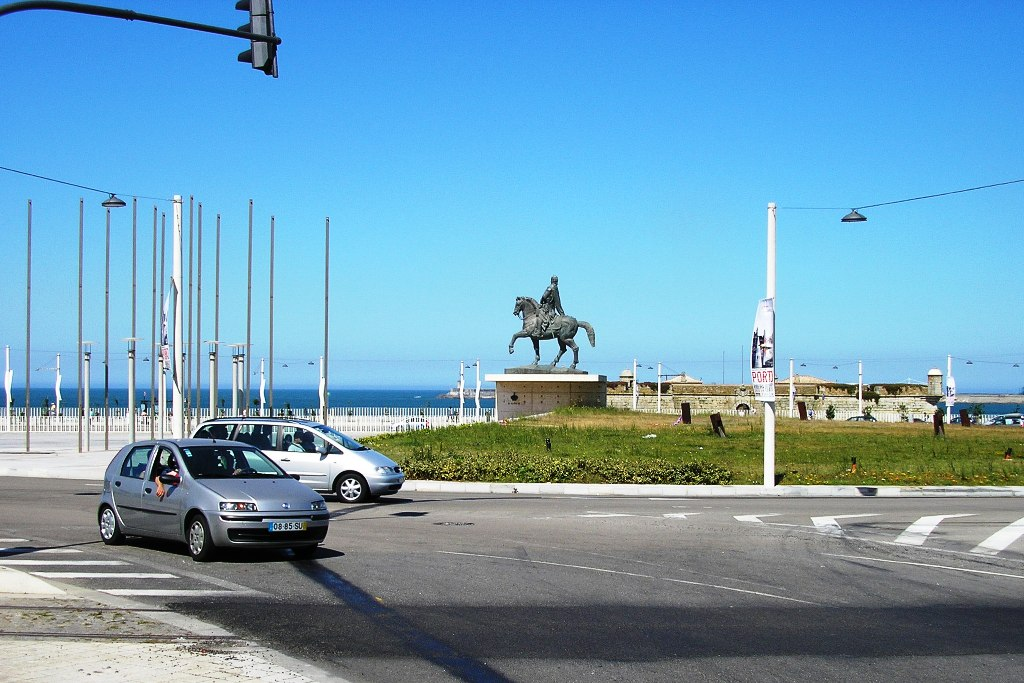
Lovasszobra Portóban

João Gonçalves Zarco, később João Gonçalves Zarco da Câmara de Lobos vagy egyszerűbben João Gonçalves Zarco da Câmara (* Leça da Palmeira (vagy Tomar), 1390 – †1467, Funchal), portugál hajós, Tengerész Henrik a Madeira-szigetek birtokba vételére indított expedícióinak vezetője, a sziget nyugati felének első kormányzója.
Bronz emlékműve Funchalban, az Avenida Arriagán áll.

## Származása, nevének eredete
A Zarco név valószínűleg az arab „zarka”, azaz „kékszemű” szóból származik. Ősei gyaníthatóan katolizált zsidók voltak, de Zarco már nemesnek született. Apja Gonçalo Esteves Zarco, anyja Brites de Santarém volt (João Afonso de Santarém lánya).

## Élete
Lovagként igen fiatalon Tengerész Henrik szolgálatába állt, és ő az Algarve partvidékét a mór portyázóktól védelmező hajóraj parancsnokává nevezte ki. Részt vett a Ceuta elfoglalására vezetett hadjáratban. A csatában egy nyílvessző szára szemen találta, amitől rövidlátó lett. Szembántalmai élete végéig kínozták.
Amikor hűbérura elhatározta, hogy portugál birtokba vesz néhány, híresztelésekből már ismert szigetet (a későbbi Madeira-szigeteket), Zarcót nevezte ki az expedíciók parancsnokává. Első útjára 1418-ban indult, és 1419-ben találta meg Porto Santót. Még abban az évben másodszor is útra kelt, és 1420-ban eljutott Madeirára is. Nemesi utónevét arról a helyről, Câmara de Lobosról kapta, ahol először szállt partra a szigeten.
Tengerész Henrik őt nevezte ki a sziget egyik felének kormányzójává (Madeira másik felét az expedíciókon ugyancsak részt vett Tristão Vaz Teixeira, Porto Santót pedig harmadik társuk, Bartolomeu Perestrelo kapta). A szigetek betelepítését 1425-ben kezdték el. 1437-ben részt vett Tengerész Henrik Tanger elfoglalására indított, sikertelen hadjáratában. A kudarc után visszavonult Madeirára, és ott is halt meg. Halálának pontos időpontját nem tudjuk; a legtöbb forrás 1467-re teszi.

## Emlékezete
Szobra (Francisco Franco munkája) az Avenida Arriagán, Funchal főutcáján áll.
1976-ban a Madeira-szigeteki Felszabadítási Front megalkotott a független Madeira számára egy saját pénznemet, aminek a  zarco nevet adták João Gonçalves Zarco után. A pénz sose került forgalomba, csak szimpatizánsaiknak osztogatta a szervezet.

## Felesége, gyermekei
Constança Rodriguest, Rodrigo Lopes de Sequeiros(?) lányát vette feleségül. Gyermekeik:
- João Gonçalves da Câmara,
- Rui Gonçalves da Câmara,
- Garcia Rodrigues da Câmara,
- Beatriz Gonçalves da Câmara,
- Isabel Gonçalves da Câmara,
- Helena Gonçalves da Câmara,
- Catarina Gonçalves da Câmara,
- Mécia de Abreu.